# Medalha Mietta Santiago

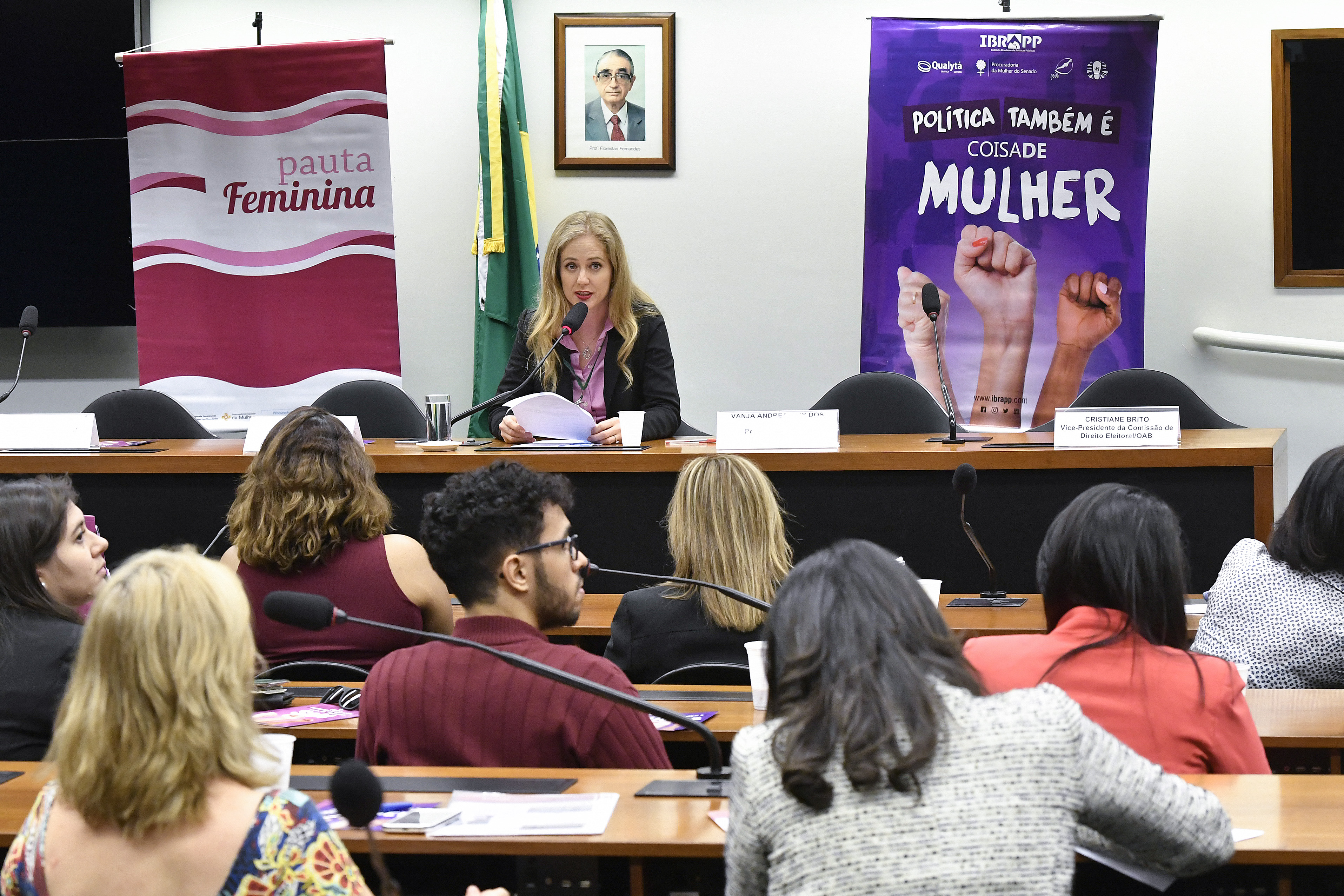
Procuradoria Especial da Mulher, onde ocorreu a abertura das inscrições da Medalha Mietta Santiago

A medalha Mietta Santiago, instituída em 2017,  uma premiação concedida pela Câmara dos Deputados do Brasil a pessoas, instituições e campanhas por iniciativas relevantes a nação brasileira. 
A escolha dos agraciados pela medalha é feita pela  bancada feminina da Câmara dos Deputados a cada ano. 
Foi nomeada em homenagem a Miêtta Santiago, a "primeira mulher a exercer, plenamente, seus direitos políticos no Brasil." 

## Lista de agraciadas

### 2017
- Mietta Santiago [2]

### 2018
- Sueli Zeraik de Oliveira Armani [2][3]
- Helley de Abreu Silva Batista [2][3]
- Joana D ´Arc da Silva Cavalcante [2][3]
- Maria Letícia Fagundes [2][3]
- Celina Turchi Martelli [3]
- Glória Perez [3]
- Lourdes Maria [3]
- Tereza Cristina Ferreira [3]

### 2019
- Marielle Franco [4]
- Beatriz Bohrer Amaral [4]
- Gina Ponte [4]
- Gabriela Lemos [4]
- Débora Foguel [4]

### 2020
- Ministra Rosa Weber [5]
- Luciana Lóssio [5]
- Mara Cristina Gabrilli [5]
- Telma Maria de Menezes Toledo Florêncio [5]
- Lúcia Maria Teixeira[5]